# Захер, Франц
Франц Захер (нем. Franz Sacher; 19 декабря 1816, Вена — 11 марта 1907, Баден, Нижняя Австрия) — австрийский кондитер, который считается изобретателем одноимённого торта.

## Биография
В 1832 году министр иностранных дел Меттерних приказал своему повару создать для него и его высокопоставленных гостей необычный десерт. Однако шеф-повар был болен, поэтому задание пришлось выполнять 16-летнему Францу Захеру, обучавшемуся кондитерскому мастерству на придворной кухне. Хотя торт понравился гостям, его оставили без должного внимания на долгие годы.
После окончания обучения Захер работал поваром у других аристократов в Прессбурге и Будапеште. В 1848 году Захер вернулся в Вену, где открыл собственный магазин вин и деликатесов.
Старший сын Захера Эдуард получил образование в авторитетной венской кондитерской «Демель» и впоследствии внёс некоторые изменения в рецепт торта. Торт «Захер» первоначально продавался в кондитерской «Демель», а с 1876 года и в основанном Эдуардом отеле «Захер». С тех пор торт является одним из наиболее популярных десертов венской кухни.